# Jambelí (Sucumbíos)
Jambelí ist eine Ortschaft und eine Parroquia rural („ländliches Kirchspiel“) im Kanton Lago Agrio der ecuadorianischen Provinz Sucumbíos. Die Parroquia besitzt eine Fläche von 443,34 km². Die Einwohnerzahl lag beim Zensus im Jahr 2010 bei 3315.

## Lage
Die Parroquia Jambelí liegt im Amazonastiefland westlich der Provinzhauptstadt Nueva Loja. Das Gebiet hat eine Längsausdehnung in NNW-SSO-Richtung von 37 km. Im Norden reicht die Parroquia bis an das Südufer des Río San Miguel, dem Grenzfluss zu Kolumbien. Entlang der südlichen Verwaltungsgrenze fließt der Río Aguarico nach Osten. Das Verwaltungszentrum von Jambelí befindet sich an der Fernstraße E10 22 km westlich von Nueva Loja.
Die Parroquia Jambelí grenzt im Norden an Kolumbien, im Osten an die Parroquias 10 de Agosto und Santa Cecilia, im Süden an die Parroquia El Dorado de Cascales (Kanton Cascales) sowie im Westen an die Parroquias Sevilla, Santa Rosa de Sucumbíos und nochmals an El Dorado de Cascales (alle drei im Kanton Cascales).

## Geschichte
Am 26. Mai 1994 wurde die Verordnung zur Einrichtung der Parroquia erlassen. Am 26. September 1994 wurde schließlich die Gründung im Registro Oficial N° 534 veröffentlicht.